# 三春町立三春病院
三春町立三春病院（みはるちょうりつみはるびょういん）は、福島県田村郡三春町にある医療機関。福島県立三春病院の移譲を受け、三春町が設置し、財団法人星総合病院が指定管理者となっている病院である。医療機関コードは、3111532。

## 診療科
- 内科
- 小児科
- 外科
- 整形外科
- 産婦人科
- 眼科
- 耳鼻咽喉科
- 皮膚科
- 泌尿器科
- 心療内科

## 医療機関の指定等
- 保険医療機関
- 高齢者の医療の確保に関する法律（昭和57年法律第80号）第7条第1項に規定する医療保険各法及び同法に基づく療養等の給付の対象とならない医療並びに公費負担医療を行わない医療機関
- 労災保険指定医療機関
- 指定自立支援医療機関（更生医療・育成医療・精神通院医療）
- 身体障害者福祉法指定医の配置されている医療機関
- 精神保健及び精神障害者福祉に関する法律（昭和25年法律第123号）に基づく指定病院又は応急入院指定病院
- 生活保護法指定医療機関
- 原子爆弾被害者医療指定医療機関

## 交通アクセス
- 自家用車利用。磐越自動車道郡山東IC、または船引三春ICから国道288号を通り、約20分。
- 三春町町営バス利用。JR東日本三春駅より「北回りコース」乗車、「三春病院」停留所下車。
- 福島交通路線バス利用。「郡山駅前－船引駅前」線、「町立三春病院前」停留所下車。
- 星総合病院連絡バス利用。「星総合病院－三春病院」線。